# Dahalo (peuple)
Pour les articles homonymes, voir Dahalo.

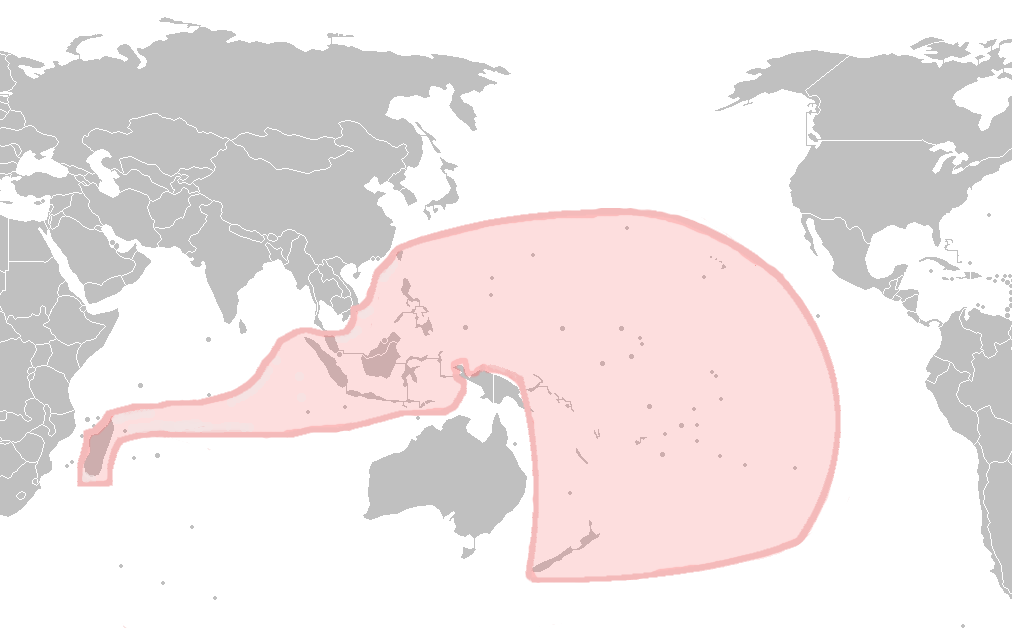
Carte de l'expansion des austronésiens.

Les Dahalo [Daˑaluː] forment un sous-groupe ethnique composé principalement d'Antandroy et de Bara occupant la partie sud de Madagascar. Ils parlent les dialectes antandroy et bara, qui sont des branches du malgache, une langue austronésienne faisant partie de la branche malayo-polynésienne.

## Histoire des Dahalo
Les Dahalo sont des marginaux dans les cultures sud de Madagascar, composés principalement d'Antandroy et de Bara. Ne possédant rien ou très peu de biens, ils pratiquent à l'origine le vol occasionnel de zébus afin de pouvoir fournir une dot lorsqu'ils souhaitent épouser une femme. Néanmoins, depuis la période de la IIe République, ce vol occasionnel a pris de l'ampleur et s'est progressivement transformé en vol organisé et grand banditisme. Cette ampleur est devenue si importante, qu'en 2012, un fait marque considérablement Madagascar : un chef de bande du nom de Remenabila — de son vrai nom Arthur Rabefihavanana —, ancien garde présidentiel de Didier Ratsiraka, est accusé d'avoir volé durant les mois de mai et juin près de 3 000 têtes de bétail à l'aide de sa bande, armée de fusils d'assaut de type kalachnikov. Sa traque par les autorités pour conduire à son arrestation mène à la destruction par le feu d'une dizaine de villages. Cette attaque a fait l'objet d'un rapport de l'Organisation des Nations unies (ONU). Trois ans plus tard, un fait similaire mais de moindre ampleur provoque la mort de trois gendarmes lors de l'arrestation de Revato, un autre chef Dahalo accusé d'avoir volé une centaine de zébus.
Le problème revêt une grande importance, car un zébu coûte près d'une année de salaire à un agriculteur. Dans le sud de l'île, depuis la fin du XXe siècle, les Dahalo posent des problèmes de sécurité qu'aucun gouvernement depuis l'indépendance n'arrive à résoudre. Le Premier ministre Roger Kolo organise[Quand ?] un programme visant la reconversion des Dahalo, en leur promettant une mesure d'amnistie visant à ne pas les traduire devant la justice s'ils arrêtent le vol de zébus. Néanmoins, il est forcé de démissionner, notamment pour avoir été incompétent dans la gestion de l'insécurité causée par les Dahalo.